# مایومی پاچکو
مایومی پاچکو (انگلیسی: Mayumi Pacheco؛ زادهٔ ۲۵ اوت ۱۹۹۸) بازیکن فوتبال اهل بریتانیا است.
از باشگاه‌هایی که در آن بازی کرده‌است می‌توان به باشگاه فوتبال لیورپول اشاره کرد.
وی همچنین در تیم‌های ملی فوتبال England women's national under-17 football team, England women's national under-19 football team, England women's national under-20 football team، و England women's national under-21 football team بازی کرده‌است.